# Royal Academy of Music (1719)

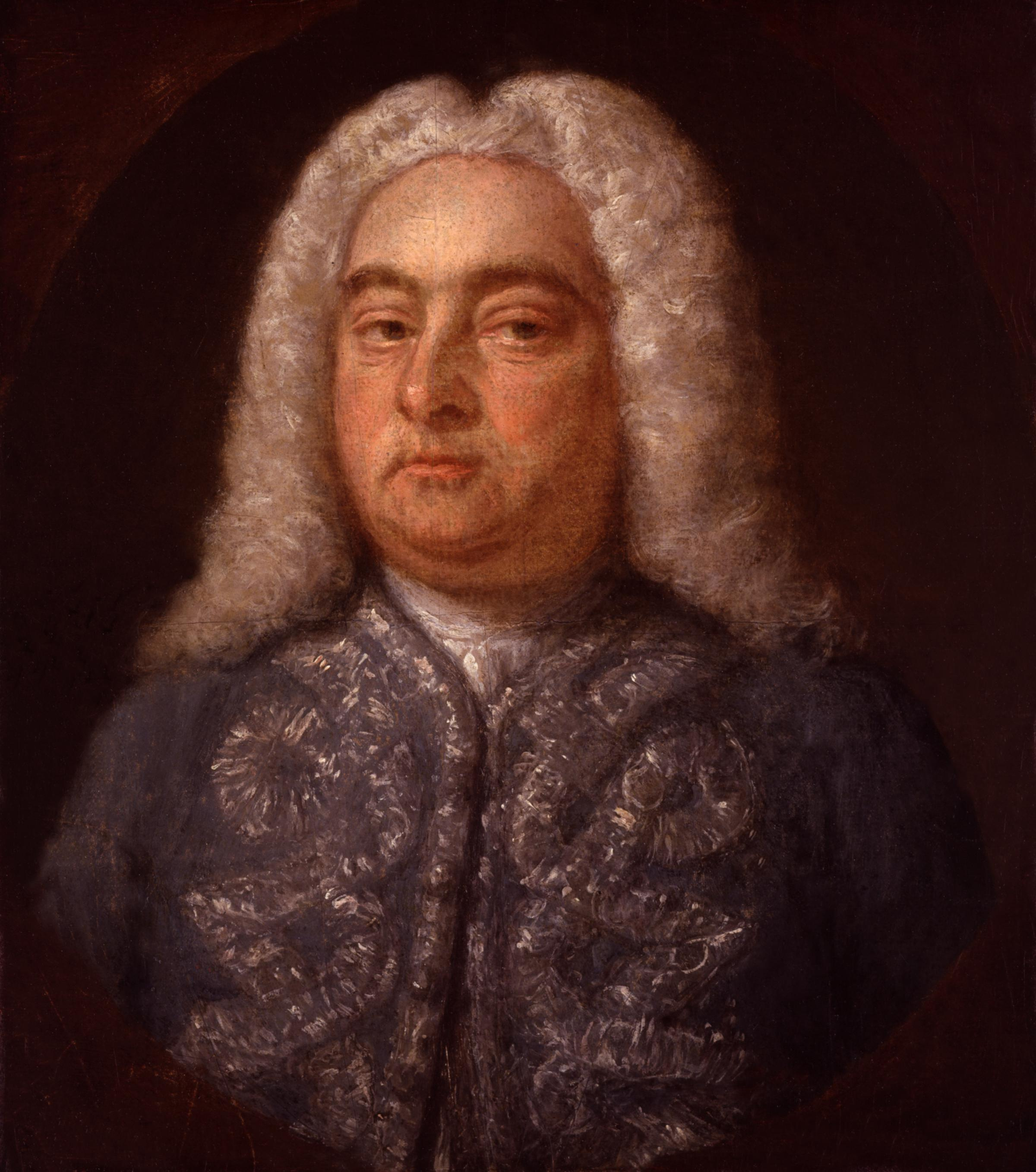
Händel di Francis Kyte, dalla National Portrait Gallery (Londra).

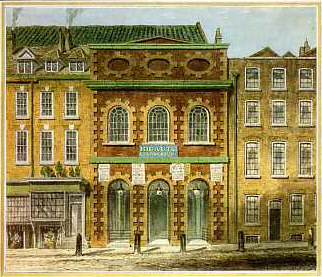
Il The King's Theatre sull'Haymarket (Londra) di William Capon.

La Royal Academy of Music è una compagnia fondata nel febbraio 1719, durante il soggiorno di Georg Friedrich Händel a Cannons, da un gruppo di aristocratici per garantire loro un costante approvvigionamento di opere barocche o di opere serie. Non ha nulla a che vedere con il Conservatorio di Londra con lo stesso nome, che fu fondato nel 1822.
Essa commissionò un gran numero di nuove opere a tre dei compositori più importanti in Europa: Händel, Attilio Ariosti e Giovanni Bononcini. L'Accademia assunse la forma giuridica di società per azioni sotto la lettera di brevetto emessa da Giorgio I di Gran Bretagna per un periodo di 21 anni, con un governatore, un vice governatore e almeno quindici amministratori. La (prima) Royal Academy durò solo nove stagioni invece di ventuno, ma sia la Nuova o Seconda Accademia di musica che l'Opera della Nobiltà sembrano aver operato sotto l'atto ufficiale della Corona, fino alla scadenza del termine originale.
Händel fu nominato Maestro d'orchestra, responsabile non solo di ingaggiare nuovi solisti, ma anche di adattare le opere provenienti dall'estero e fornire eventuali libretti per uso proprio, in genere provenienti dall'Italia.
Inizialmente il librettista Paolo Rolli fu il segretario italiano dell'Accademia e fu sostituito da Nicola Francesco Haym nel giro di pochi anni.

## Gli abbonati

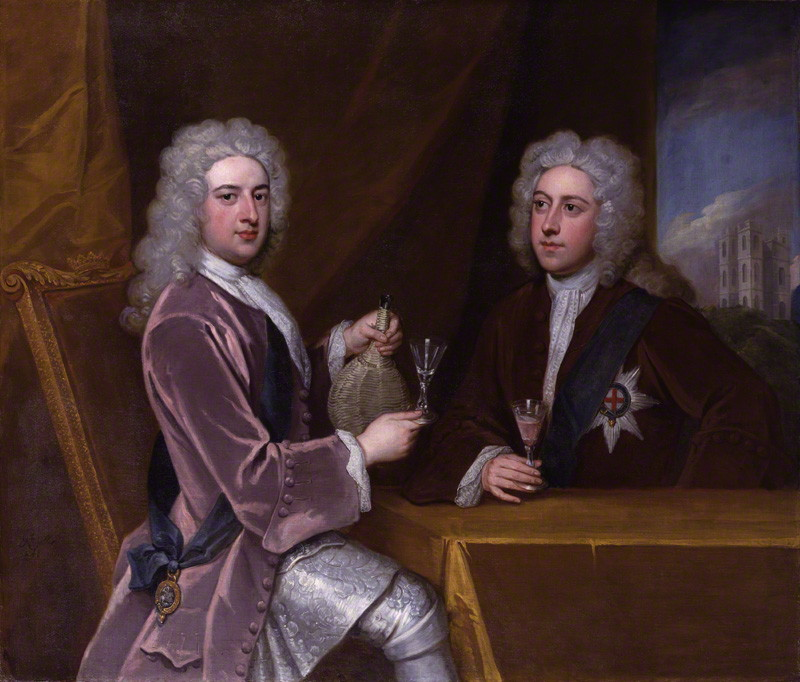
Il Duca di Newcastle (sinistra) e il conte di Lincoln, fratellastri, dipinti da Godfrey Kneller, ca. 1721.

Il capitale di £ 10.000 fu diviso in 50 azioni di £ 200 ciascuna. Sessantatré persone inizialmente sottoscrissero azioni. L'emissione ebbe rapidamente un eccesso di richieste: molti presero più di un'azione: Lord Burlington ne sottoscrisse 1000. Otto Erich Deutsch stampò un elenco di 63 nomi, una lista successiva di Charles Burney portava 73 nomi. Le dieci extra erano state forse quelle ammesse alle riunioni dei direttori il 30 novembre e il 2 dicembre 1719. Questo avrebbe assicurato un capitale totale di £ 17.600.
I primi dodici e più importanti abbonati elencati, furono Lord Chamberlain Henry Grey, I duca di Kent, nominato governatore ma che non fu mai impegnato come tale, seguito dal Duca di Newcastle come governatore, Charles FitzRoy, II duca di Grafton, il Duca di Portland, il Duca di Manchester il vice governatore, il Duca di Chandos, il Duca di Montrose, il Conte di Sunderland, il Conte di Rochester, il Conte di Berkeley, il Conte di Burlington, il Conte di Lichfield e il Conte di Lincoln. Nel 1723 l'Academia pagò un dividendo del sette percento. Fu l'unico dividendo che essi abbiano mai pagato.

## Direttori
John Vanbrugh e il Colonnello John Blathwayt, noti per il loro talento musicale, che avevano studiato clavicembalo sotto Alessandro Scarlatti, sembra che siano stati gli unici due amministratori competenti. Altri suoi direttori erano Lord Bingley, Mr James Bruce, Mr Benjamin Mildmay, 1º Conte FitzWalter, Mr Bryan Fairfax, il signor George Harrison, Mr (Thomas?) Smith, Francis Whitworth (Un fratello di Charles Whitworth), il dottor John Arbuthnot, Mr John James Heidegger, il Duca di Queensbury, il conte di Stair, il conte di Waldegrave, Lord Chetwind, Lord Stanhope, Thomas Coke di Norfolk, Conyers Darcy, il generale di brigata Dormer, il colonnello O'Hara, il generale di brigata Hunter, William Poultney e Wade Maggiore Generale.

## Musicisti
Il 14 maggio 1719 Händel ricevette l'ordine dal Lord ciambellano e dal governatore della società, il duca di Newcastle, di cercare nuovi cantanti. Händel viaggiò fino a Dresda per vedere il teatro dell'opera di recente costruzione. Assistette a Teofane di Antonio Lotti, composto per il matrimonio di Augusto III di Polonia, e ingaggiò esponenti del cast per conto della Royal Academy of Music. Nell'aprile 1720 l'Accademia cominciò a produrre opere. L'orchestra era composta da diciassette violini, due viole, quattro violoncelli, due contrabbassi, quattro oboi, tre fagotti, una tiorba e una tromba.
I fratelli Prospero e Pietro Castrucci, così come Johan Helmich Roman e John Jones erano violinisti. Bononcini era un violoncellista, lui e Händel presumibilmente accompagnavano i recitativi di tutte le opere. Anche Filippo Amadei, uno dei compositori di Muzio Scevola, suonava il violoncello, Pietro Giuseppe Sandoni, che presto avrebbe sposato Francesca Cuzzoni, era il secondo clavicembalista. John Baptist Grano era il trombettista, John Festing suonava l'oboe; Charles Frederick Weideman era il flautista e oboista ed è anche conosciuto per la sua apparizione ne The Enraged Musician.
La prima opera messa in scena dalla Academy fu Numitore composta da Giovanni Porta, la seconda fu Radamisto di Händel e la terza fu Narciso di Domenico Scarlatti.

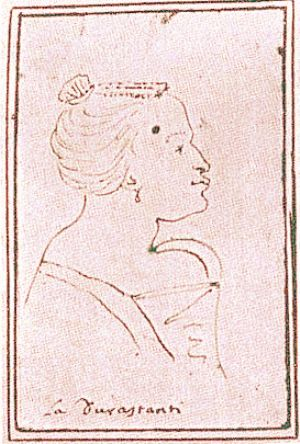
Una caricatura di Margherita Durastanti, disegnata mentre era prima donna al Teatro San Giovanni Grisostomo, Venezia, tra il 1709 e il 1712.

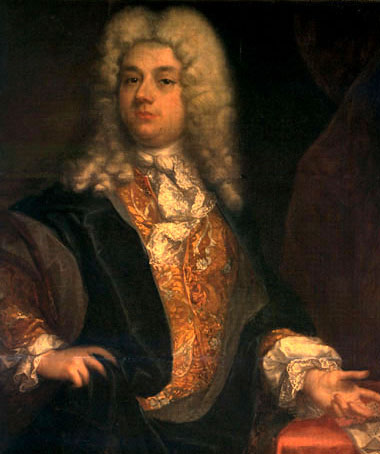
Senesino, circa 1720, assunto dall'Accademia il più a lungo possibile

## Opere e cantanti
Compensi esagerati venivano offerti in modo da invogliare i migliori interpreti in Italia. Per Margherita Durastanti nel ruolo di Radamisto, Handel scrisse una delle sue arie preferite, Ombra cara di mia sposa. I grandi cantanti che dovevano essere le stelle più luminose della Royal Academy nel corso dei successivi anni, come il castrato Senesino e il soprano Francesca Cuzzoni, non erano ancora arrivati a Londra. Senesino aveva obblighi da rispettare ed arrivò nel settembre 1720, accompagnato da un gruppo di cantanti notevoli: il castrato Matteo Berselli, il soprano Maddalena Salvai e il basso Giuseppe Boschi.
Händel utilizzò il libretto di Teofane per il suo Ottone, con la Cuzzoni come primadonna. Diventò la sua opera di maggior successo negli anni dell'Accademia. Nel 1724 e 1725 Händel scrisse alcuni capolavori: Giulio Cesare con molte arie da capo che sono diventate famose con Anastasia Robinson nel ruolo di Cornelia. Non un castrato, ma un tenore, Francesco Borosini, cantò il ruolo da protagonista di Bajazet nella più potente tragedia lirica di Händel: Tamerlano. Borosini insistette sull'aggiunta della morte di Bajazet ed ebbe un ruolo diretto nell'elaborare la parte più importante del lavoro. Charles Burney definiva la scena della prigione "Chi di voi" in Rodelinda "una delle più belle arie patetiche che si possono trovare in tutte le opere [di Handel]." Nel frattempo Bononcini fu licenziato ed entrò in n servizio privato, la Robinson andò in pensione e Giuseppe Goupy pare sia stato impiegato come scenografo.
Scipione, interpretato dalla Cuzzoni, fu eseguita come un ripiego.
Nel febbraio 1726 Händel riprese il suo Ottone, che era stato un successo nei suoi primi spettacoli nel 1723 e fu ancora una volta un successo al suo rilancio, con una segnalazione del giornale di Londra:

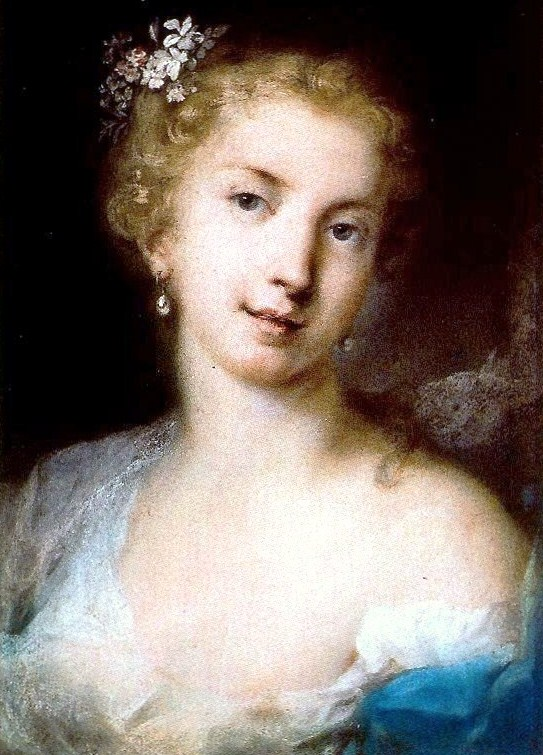
Francesca Cuzzoni (1696-1778)

Come osserva il giornale, i teatri pieni non erano affatto un evento normale in quel momento e gli amministratori della Royal Academy of Music decisero di aumentare l'interesse del pubblico", portando un'altra famosa star lirica internazionale, il soprano italiano Faustina Bordoni, per unirsi ai cantanti stabili preferiti dei londinesi, Francesca Cuzzoni e il castrato Senesino, stella negli spettacoli della compagnia. Molte compagnie d'opera in Italia presentavano due primedonne in una stessa opera e Faustina (come veniva chiamata) e la Cuzzoni erano apparse insieme in spettacoli d'opera in diverse città europee senza problemi; non vi è alcuna traccia che ci fossero sentimenti cattivi od ostilità tra le due prima delle loro apparizioni insieme a Londra.
Le tre stelle, Bordoni, Cuzzoni e Senesino richiedevano compensi astronomici, rendendo molto più denaro delle stagioni liriche che faceva Handel. La compagnia d'opera avrebbe dovuto essere consapevole del fatto che la storia delle due principesse innamorate di Alessandro Magno, scelta per la prima apparizione congiunta delle due primedonne in Alessandro di Händel, era nota al pubblico di Londra attraverso una tragedia di Nathaniel Le], Le Regine rivali, o la morte di Alessandro Magno, prima rappresentazione nel 1677 e spesso ripresa, e può anche essere che fosse stata incoraggiante l'idea che le due cantanti fossero rivali. Uno degli agenti che avevano organizzato le apparenze di Faustina per Londra, Owen Swiny, aveva esplicitamente messo in guardia contro la scelta del libretto, per la probabilità di causare "disordini" in una lettera ai dirigenti della Royal Academy of Music, implorandoli:
Le esecuzioni di Alessandro andarono avanti senza alcun segno di animosità tra Bordoni e Cuzzoni o dei rispettivi sostenitori, ma non fu molto tempo dopo che la tensione tra le due esplose. Come osserva il musicologo del XVIII secolo Charles Burney sulla rivalità Cuzzoni / Faustina:
La successiva opera, Admeto di Händel, sempre con ruoli per entrambi i soprani, fu ben accolta e ci furono diciannove spettacoli nel lancio iniziale, un marchio di successo per quei tempi.

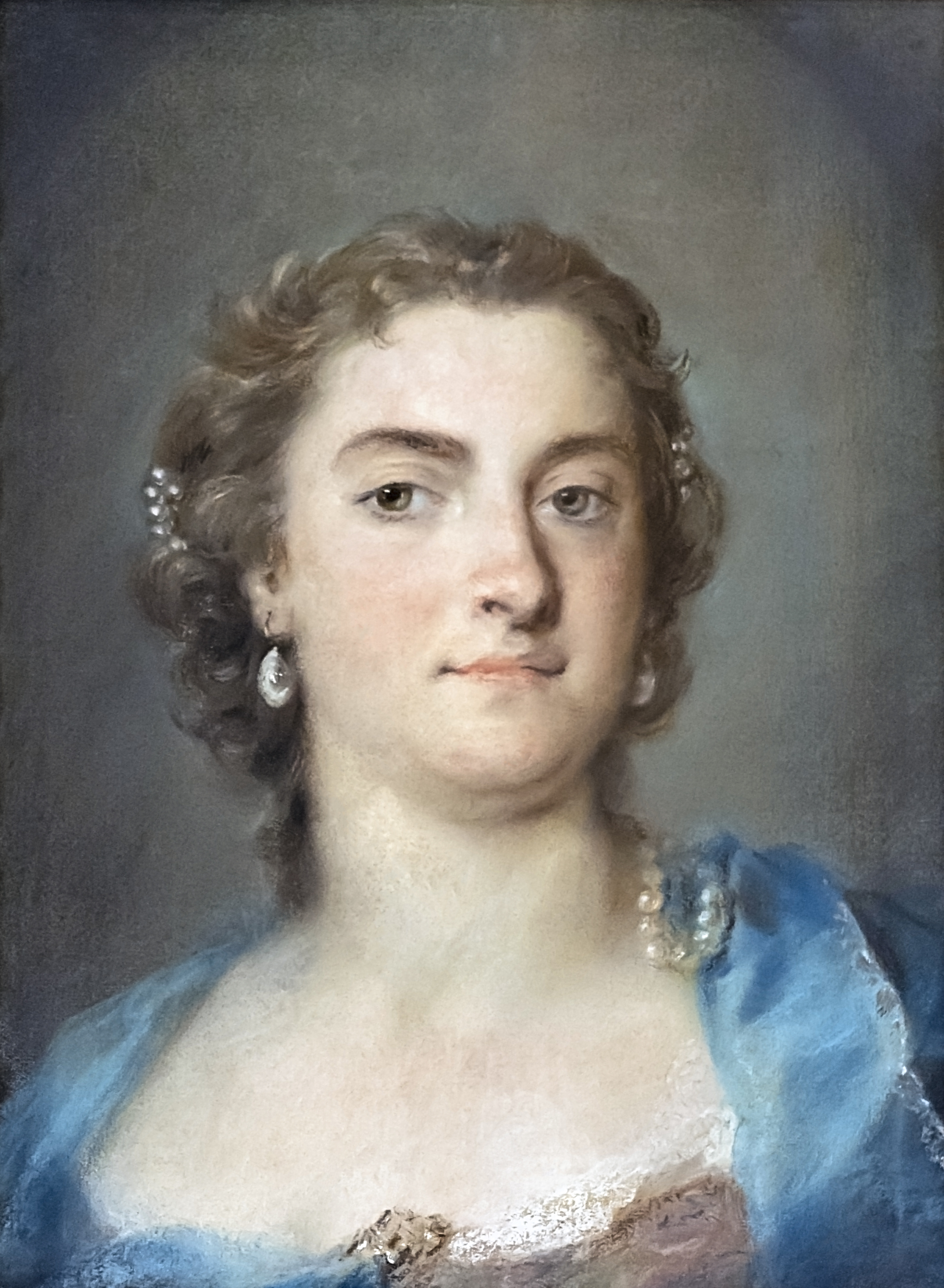
Faustina Bordoni.

Molti membri del pubblico erano estremamente entusiasti delle cantanti. A conclusione di una delle arie della Cuzzoni ad una esecuzione della prima originale, un uomo nella galleria gridò "Accidenti a lei: ha un nido di usignoli nella pancia!".
Tuttavia, alcuni membri del pubblico di Londra erano diventati ferocemente faziosi nel favorire o la Bordoni o la Cuzzoni e avevano in antipatia l'una o l'altra e alla rappresentazione di Admeto il 4 aprile 1727 con i membri della famiglia reale presenti, alcuni soggetti fra il pubblico erano estremamente indisciplinati, sibilando e interrompendo l'esecuzione con miagolii, quando la "rivale" della loro preferita stava cantando, causando pubblico scandalo. La Cuzzoni fece delle scuse pubbliche alla famiglia reale per bocca di uno dei suoi sostenitori:
Questo genere di disturbi tuttavia continuò, culminando quel giugno durante uno spettacolo presso l'Accademia, di un'opera di Giovanni Bononcini, Astianatte. Con i Regnanti nuovamente presenti nella persona della principessa del Galles, la Cuzzoni e Faustina erano sul palco insieme e alcun membri del pubblico che erano sostenitori di una delle prime donne cominciarono a protestare ad alta voce e a fischiare ogni volta che l'altra cantava. Scoppiò una vera scazzottata nel pubblico tra i gruppi rivali dei "fan". La Cuzzoni e Faustina smisero di cantare, ha iniziato i primi insulti e, infine, vennero alle mani sul palco e dovettero essere trascinate da una parte. Il '"British Journal" del 10 giugno riferiva:
L'esecuzione fu interrotta, creando un grande scandalo riportato allegramente nei giornali e opuscoli, satirizzato nell'Opera del Mendicante di John Gay del 1728, e rovinando l'intera reputazione dell'opera italiana a Londra con discredito agli occhi di molti.
Il racconto più popolare della lotta sul palco tra le due primedonne fu Il Diavolo per pagare al St. James: Oppure, Un pieno e vero racconto dell'orribilissima e sanguinosissima battaglia tra Madam Faustina e Madam Cuzzoni Etc, un poema anonimo a rima baciata.
Nonostante questo fiasco, entrambe le signore hanno continuato ad apparire sul palco insieme in diverse altre opere presentate dalla Academy, tra le quali Siroe di Händel, la prima volta che utilizzava un libretto originalmente di Pietro Metastasio.
The Royal Academy of Music fallì alla fine della stagione 1728-1929, in parte a causa degli enormi stipendi pagati alle star del canto, inoltre la Cuzzoni e Faustina abbandonarono entrambe Londra per impegni in Europa continentale. Händel diede il via ad una nuova compagnia d'opera con una nuova prima donna, Anna Strada. Uno dei librettisti di Händel, Paolo Rolli, scrisse in una lettera (l'originale è in lingua italiana), che Händel diceva che la Strada "canta meglio di due che ci hanno lasciato, perché una di loro (Faustina) non gli piaceva affatto e l'altra l'avrebbe voluta dimenticare (Cuzzoni)."
La morte di Giorgio I fece sì che l'esecuzione di Riccardo Primo dovette essere rinviata fino alla prossima stagione e spinse ambedue il librettista Paolo Rolli e il compositore ad apportare modifiche significative al loro lavoro. Essi decisero di far dare un colpo potente al tamburo patriottico e di aggiungere riferimenti a titolo gratuito al valore britannico, alla giustizia ed al potere. Nel 1728 l'Opera del Mendicante di John Gay fu rappresentata in prima al Lincoln's Inn Fields Theatre e fu replicata per 62 spettacoli consecutivi, la serie più lunga nella storia del teatro fino a quel momento. Segnò l'inizio di un cambiamento nel gusto musicale e nella moda di Londra, allontanandosi dall'opera italiana in favore di qualcosa di meno intellettuale, più casareccio e più facilmente comprensibile. La stagione 1727-1728 vantava tre nuove opere, ma nel 1729 i direttori accettarono di sospendere l'attività dopo aver perso del denaro. Non Händel, che era l'unico sulla loro lista dei creditori. Egli iniziò subito una Nuova, o Seconda Academia di musica.
La Royal Academy produsse 461 spettacoli, 235 erano lavori di Händel: 13 opere. Otto opere erano di Bononcini (114 spettacoli) e sette opere di Ariosti (54 spettacoli).

## La Nuova o Seconda Accademia

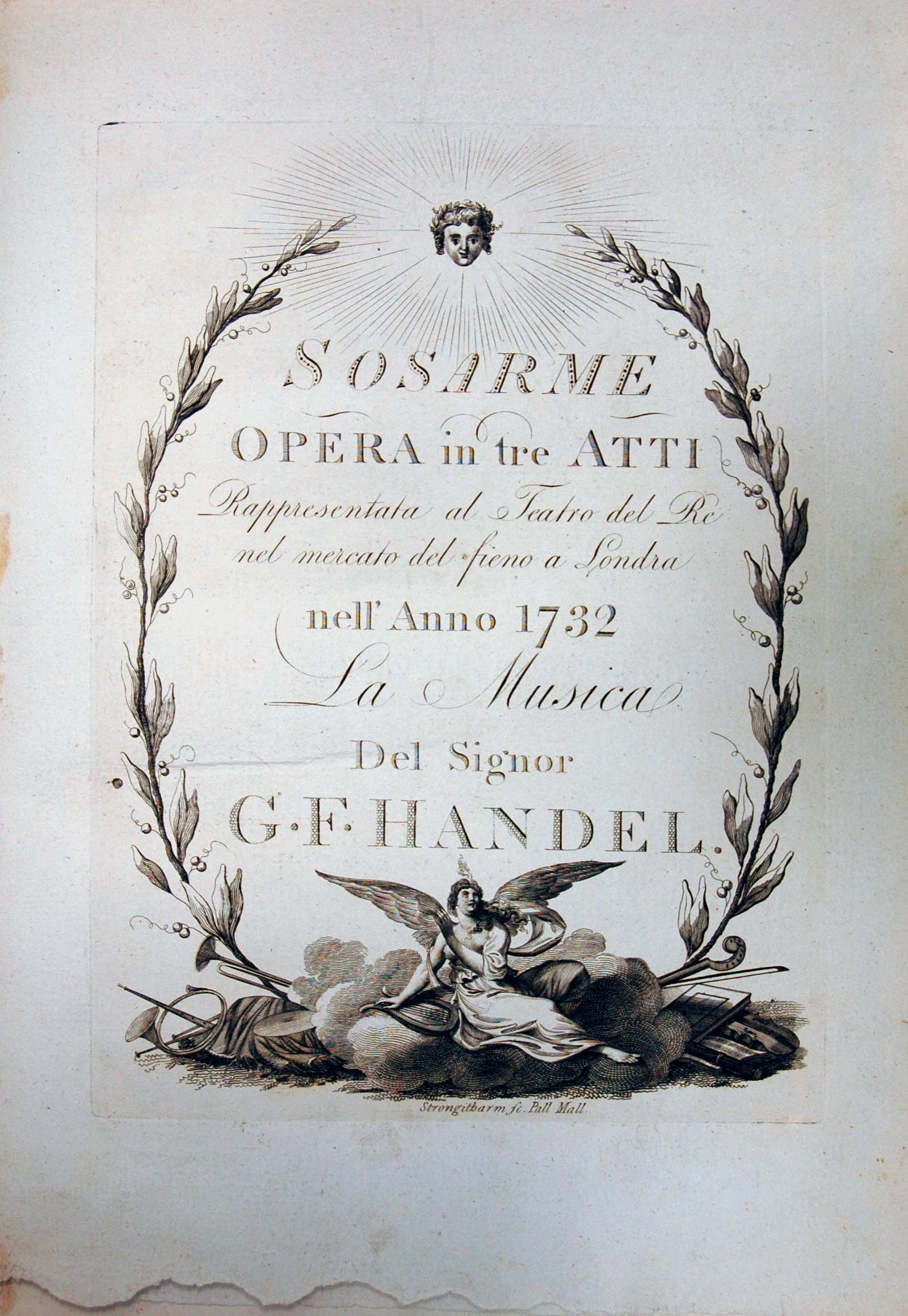
Sosarme.

Nel 1729 Händel diventa direttore congiunto del King's Theatre con l'aristocratico svizzero John James Heidegger. Händel viaggiò in Italia per ingaggiare sette nuovi cantanti. A Bologna si incontrò con Owen Swiny, un ex manager di teatro di Londra. Tornato a casa compose più di sette opere. Sulla via del ritorno ha visitato sua madre e, probabilmente, si incontrò con Wilhelm Friedemann Bach, mandato dal padre, come dice la storia. Johann Sebastian Bach, che lavorava a sole 20 miglia di distanza a Köthen, arrivò troppo tardi per incontrarsi con il suo famoso collega, che se n'era andato prima di quel giorno. Tornato a Londra Händel produsse Ezio, un disastro costoso. Charles Burney giudicò la partitura della sua opera successiva, Sosarme tra le sue più gradite; Dean afferma che l'opera fa più onore ad Händel come musicista che come drammaturgo. Händel compose Partenope, Poro, re delle Indie, e Orlando, ma con alterne fortune con il pubblico. Nel lungo periodo Händel non riuscì a competere con l'Opera della Nobiltà, che aveva ingaggiato musicisti come Johann Adolf Hasse, Nicola Porpora e il famoso castrato Farinelli.
Federico, principe del Galles e la fazione antitedesca della nobiltà inglese che sosteneva l'Opera della Nobiltà cercarono di guadagnare terreno contro il giudice tedesco attaccando lo straniero Händel, un po' preoccupati per il paradosso della situazione: la fazione nazionalista combatteva con l'arma della lirica italiana straniera e chiedeva l'aiuto degli stranieri quali Hasse, egli stesso un tedesco italianizzato come Händel.
Händel aveva composto circa 30 opere per la Royal Academy e trasferì le sue produzioni al Covent Garden. L'Opera della Nobiltà assunse la direzione del King's Theatre.
L'Accademia sopravvisse fino al 1734, dopo di che incontrò molte difficoltà: litigi tra Händel ed i suoi cantanti, il licenziamento di Paolo Rolli dopo litigi con gli amministratori, il disaccordo tra i direttori stessi circa l'impiego dei nuovi cantanti e battibecchi sul palco, ma, per tutti i problemi dell'Accademia il suo successo fu enorme.